# Иво Петров (дипломат)
Вижте пояснителната страница за други личности с името Иво Петров.
Иво Любенов Петров е български дипломат, ранг посланик.

## Биография
Завършва Немската гимназия в София. Следва специалност „Електроника“ във ВМЕИ, София и завършва висше образование през 1972 г. Специализира в Института по международни отношения в Потсдам, ГДР (октомври 1974 – юни 1975), слушател е в Дипломатическата академия, Москва (1982 – 1984).
След задължителната военна служба (1972 – 1974) с конкурс е приет на работа в Министерството на външните работи.
Кариера в дипломацията в чужбина:
- Специален пратеник на ООН в Таджикистан (1999).
- Посланик в ОССЕ, Виена от 2002 до 2006 г.
- Посланик в Германия, Берлин от 2009 г.